# Spiradiclis malipoensis
Spiradiclis malipoensis är en måreväxtart som beskrevs av Hsien Shui Lo. Spiradiclis malipoensis ingår i släktet Spiradiclis och familjen måreväxter. Inga underarter finns listade i Catalogue of Life.